# Гурјевск (Кемеровска област)
Гурјевск (рус. Гурьевск) град је у Русији у Кемеровској области. Према попису становништва из 2010. у граду је живело 24817 становника.

## Становништво
| 1939.  | 1959.  | 1970.  | 1979.  | 1989.  | 2002.  | 2010.  |
| ------ | ------ | ------ | ------ | ------ | ------ | ------ |
| 22.939 | 30.448 | 27.200 | 25.570 | 28.152 | 27.381 | 24.817 |